# Melanthia nigriapicata
Melanthia nigriapicata là một loài bướm đêm trong họ Geometridae.